# Liste der Kulturdenkmäler in Grolsheim
In der Liste der Kulturdenkmäler in Grolsheim sind alle Kulturdenkmäler der rheinland-pfälzischen Ortsgemeinde Grolsheim aufgeführt. Grundlage ist die Denkmalliste des Landes Rheinland-Pfalz (Stand: 3. April 2024).

## Einzeldenkmäler
| Bezeichnung         | Lage                | Baujahr                 | Beschreibung | Bild            |
| ------------------- | ------------------- | ----------------------- | --- | --------------- |
| Hofanlage           | Kirchstraße 8 Lage  | 18. und 19. Jahrhundert | Hakenhof, 18. und 19. Jahrhundert; Fachwerkhaus, verputzt, im Kern wohl barock, Bruchsteinscheune 19. Jahrhundert, klassizistische Toranlage, erste Hälfte des 19. Jahrhunderts | Fotos hochladen |
| Rathaus             | Kirchstraße 10 Lage | 1700                    | ehemaliges Rathaus; barocker Sichtfachwerkbau, teilweise massiv, bezeichnet 1700 und 1934 (renoviert)                                                                           | Fotos hochladen |
| Schulhaus           | Kirchstraße 12 Lage | 1828/29                 | ehemaliges Schulhaus; klassizistischer Saalbau, 1828/29, Architekt Peter Wetter, Mainz                                                                                          | BW              |
| Evangelische Kirche | Kirchstraße 14 Lage | 1821                    | klassizistischer Saalbau, bezeichnet 1821, Architekt wohl Friedrich Schneider, Mainz, Westturm 1912                                                                             | Fotos hochladen |